# Свети Илија (Кожани)
Свети Илија (грч. Προφήτης Ηλίας, Профитис Илијас) је насељено место у општини Кожани у периферији Западна Македонија, Грчка. Према попису из 2021. године било је 2 становника.
Насеље је подигнуто шездесетих година 20. века и први пут се помиње на попису из 1971. године са 66 становника.